# Kuršumlija
Kuršumlija (in serbo Куршумлија?) è una città e una municipalità del distretto di Toplica nel sud-est della Serbia centrale, al confine con il Kosovo.